# Grafitaggio
Il grafitaggio è un trattamento solitamente eseguito nel sottoscocca e sulla meccanica del fondo dei veicoli stradali che consiste nello spruzzare un prodotto grasso aderente contenente grafite.

## Descrizione
Il trattamento forma uno strato protettivo sulle lamiere e inoltre lubrifica parti metalliche e accessori di gomma. Vengono utilizzate speciali pistole.
Lo scopo del trattamento è protettivo. È particolarmente indicato per proteggere dall'azione corrosiva del sale cosparso sulle strade al fine di evitare la formazione di patine ghiacciate scivolose. Il prodotto depositato dalla spruzzatura, una volta essiccato, forma sulle lamiere una specie di pellicola nera.
Il grafitaggio talvolta può essere dannoso in quanto le boccole in gomma originali delle sospensioni non sono ingrassabili e dopo un grafitaggio si danneggiano. Se si possiedono boccole in poliuretano il grafitaggio non è dannoso.